# Dok portowy
Dok portowy – rodzaj budowli hydrotechnicznej w porcie wodnym. Jest to wąski basen portowy z wodoszczelnymi wrotami, w którym statek wodny jest utrzymywany na powierzchni wody na stałej wysokości względem nabrzeża niezależnie od aktualnej wysokości pływu morskiego.
Doki uniezależniające jednostki podczas cumowania od wahań pływów stosuje się tam, gdzie wahania te są na tyle duże, że utrudniają obsługę statków (np. ich załadunek lub serwisowanie). Zadaniem tych doków jest zapewnienie stałej, a przede wszystkim optymalnej wysokości statku względem nabrzeża oraz urządzeń jego infrastruktury. W dokach takich obsługuje się raczej większe jednostki pływające.
Doki stosuje się w portach morskich oraz w portach w ujściach rzek, tak daleko w głąb lądu, jak daleko sięgają znaczące różnice przypływów i odpływów. Do doków mogą statki wpływać i wypływać z nich tylko o ustalonych porach, gdy wody wewnątrz i poza dokiem wyrównują się.